# Euryapteryx curtus
Il moa beccocorto settentrionale (Euryapteryx curtus), anche detto moa costiero, è una delle due specie appartenenti al genere Euryapteryx, assieme al moa beccocorto meridionale (Euryapteryx geranoides)
Questa specie era abbastanza comune nel suo areale nell'Isola del Nord, in Nuova Zelanda; come gli altri moa, era un erbivoro che si nutriva di foglie, germogli e frutti.
Tendeva più degli altri moa a frequentare gli spazi aperti.
A causa della sua innata confidenza, questo animale fu descritto da uno studioso dell'epoca come "quattro volte più grande di un pollo, e dieci volte meno intelligente".